# Animals (canción de Muse)
Animals, (en español: "Animales") es la séptima canción del álbum The 2nd Law, del grupo británico de rock, Muse.

## Composición
La canción ha sido descrita como una composición única dentro del repertorio de Muse, debido a utilizar un compás de 5/4 en todos los instrumentos, (menos en la batería utilizando un compás de 4/4), y también marcando el uso de polímeros como banda (utilizado anteriormente en Hoodoo). 
Es la primera canción de Muse escrita en la llave de E♭ menor. En la canción, el rango vocal de Bellamy va desde G♭3 hasta A♭4. 

## Canción
Bellamy se ha referido a la canción como una mezcla entre "metal, flamenco, música "vaquera", y psicodelia". 
Además, han comparado el trabajo de Muse en Animals con el de Queens of the Stone Age, utilizando guitarras flamencas, y el mismo Bellamy ha dicho que esta canción estaba inspirada en el grupo de Stoner rock. Dijo también que la canción habla sobre como pueden llegar a ser los seres humanos, y como soprenden con sus actitudes, casi animales, (de ahí su nombre, Animals)
También, el grupo informó que llevaría a cabo una competencia para realizar un vídeo de la canción, donde Inês Freitas y Miguel Mendes, ambos de Portugal, ganaron la competencia.